# Кебадзе, Лаша
Лаша Кебадзе (груз. ლაშა ქებაძე; род. 27 августа 1983, Грузия) — грузинский футболист.

## Биография
В разные годы выступал за грузинские команды «Мцхета-Уриони», «Локомотив» (Тбилиси), «Динамо» (Батуми), «Сиони», «Олимпи» (Рустави), «Самтредиа», «Торпедо» (Кутаиси), «Колхети-1913» и «Зугдиди».
Пробовался в командах «Крылья Советов» (Самара) и «Шахтёр» (Караганда).
20 мая 2006 года играл в матче открытия стадиона «Зимбру» в Кишинёве за команду «Крылья Советов» (Самара) против команды «Зимбру» (1:1).

## Достижения
- Обладатель Кубка Грузии: 2004/05
- Бронзовый призёр чемпионата Грузии: 2011/12

## Клубная статистика
| Выступление      | Выступление      | Выступление      | Лига | Лига | Кубки | Кубки | Еврокубки | Еврокубки | Итого | Итого |
| Клуб             | Лига             | Сезон            | Игры | Голы | Игры  | Голы  | Игры      | Голы      | Игры  | Голы  |
| ---------------- | ---------------- | ---------------- | ---- | ---- | ----- | ----- | --------- | --------- | ----- | ----- |
| Мцхета-Уриони    | высшая           | 2003/04          | 25   | 4    | —     | —     | —         | —         | 25    | 4     |
| Мцхета-Уриони    | Итого            | Итого            | 25   | 4    | —     | —     | —         | —         | 25    | 4     |
| Локомотив (Тб)   | высшая           | 2004/05          | 29   | 3    | —     | —     | —         | —         | 29    | 3     |
| Локомотив (Тб)   | высшая           | 2005/06          | 15   | 4    | —     | —     | 2         | 1         | 17    | 5     |
| Локомотив (Тб)   | высшая           | 2009/10          | 29   | 1    | —     | —     | —         | —         | 29    | 1     |
| Локомотив (Тб)   | Итого            | Итого            | 73   | 8    | —     | —     | 2         | 1         | 75    | 9     |
| Динамо (Бт)      | высшая           | 2005/06          | 14   | 2    | —     | —     | —         | —         | 14    | 2     |
| Динамо (Бт)      | высшая           | 2006/07          | 13   | 5    | —     | —     | —         | —         | 13    | 5     |
| Динамо (Бт)      | Итого            | Итого            | 27   | 7    | —     | —     | —         | —         | 27    | 7     |
| Олимпи           | высшая           | 2007/08          | 12   | 0    | —     | —     | 1         | 0         | 13    | 0     |
| Олимпи           | Итого            | Итого            | 12   | 0    | —     | —     | 1         | 0         | 13    | 0     |
| Самтредиа        | высшая           | 2010/11          | 16   | 2    | —     | —     | —         | —         | 16    | 2     |
| Самтредиа        | высшая           | 2014/15          | 4    | 0    | —     | —     | —         | —         | 4     | 0     |
| Самтредиа        | Итого            | Итого            | 20   | 2    | —     | —     | —         | —         | 20    | 2     |
| Торпедо (Кт)     | высшая           | 2010/11          | 16   | 2    | —     | —     | —         | —         | 16    | 2     |
| Торпедо (Кт)     | высшая           | 2014/15          | 4    | 0    | —     | —     | —         | —         | 4     | 0     |
| Торпедо (Кт)     | Итого            | Итого            | 20   | 2    | —     | —     | —         | —         | 20    | 2     |
| Колхети-1913     | высшая           | 2011/12          | 34   | 3    | —     | —     | —         | —         | 34    | 3     |
| Колхети-1913     | высшая           | 2012/13          | 16   | 0    | —     | —     | —         | —         | 16    | 0     |
| Колхети-1913     | Итого            | Итого            | 50   | 3    | —     | —     | —         | —         | 50    | 3     |
| Зугдиди          | высшая           | 2013/14          | 14   | 0    | —     | —     | —         | —         | 14    | 0     |
| Зугдиди          | Итого            | Итого            | 14   | 0    | —     | —     | —         | —         | 14    | 0     |
| Всего за карьеру | Всего за карьеру | Всего за карьеру | 241  | 26   | —     | —     | 3         | 1         | 244   | 27    |